# OKJ (KF3)
OKJ o OK-Junior o KF3 es una categoría de carreras de karts para los mejores pilotos de entre 11 y 15 años (los conductores deben cumplir 12 años dentro del primer semestre del año natural).

## Historia
Esta clase solía llamarse Junior Intercontinental A (JICA o ICA-J ) y ha cambiado desde enero de 2007 cuando CIK - FIA decidió reemplazar los motores de dos tiempos de 100 cc refrigerados por aire por Touch-and-Go (TaG) de 125 cc. Motores de dos tiempos refrigerados por agua (tipo KF). Los motores producen 26–27 caballos de fuerza (19–20 kilovatios) . El chasis y los motores deben estar homologados por la CIK-FIA. El peso mínimo es 145.kg, incluido kart y conductor.
Los karts están equipados con arranque eléctrico y embrague. Las revoluciones del motor están limitadas a 14.000.rpm.
Es una de las clases de karts más importantes con campeonatos nacionales (quizás con reglas de neumáticos diferentes).
Hay un campeonato de Europa, una Copa del Mundo, así como campeonatos de Oceanía y Asia-Pacífico. La Junior Monaco Kart Cup se celebra cada año con este formato.
Para 2013, la clase pasó a llamarse KF-Junior.
En 2016, los karts fueron completamente rediseñados eliminando gran parte de la electrónica. Los karts ahora se ponen en marcha. Posteriormente, la clase pasó a llamarse OK-Junior, que significa Original Kart.